# 589718 Csopak
589718 Csopak è un asteroide della fascia principale. Scoperto nel 2010, presenta un'orbita caratterizzata da un semiasse maggiore pari a 3,052003 UA e da un'eccentricità di 0,151660, inclinata di 12,933433° rispetto all'eclittica.
È dedicato al comune ungherese di Csopak.